# Temporada 2013 del Campeonato Sudamericano de Rally
La Temporada 2013 del Campeonato Sudamericano de Rally fue organizada en cuatro fechas. La primera de ellas se llevó a cabo en el mes de mayo, en Brasil, y la última se efectuó en noviembre, en Uruguay.

## Calendario
| N.º     | Fecha                 | Prueba                      | Más        |
| ------- | --------------------- | --------------------------- | ---------- |
| 1       | 17 - 19 de mayo       | Rally Internacional Erechim | Resultados |
| 2       | 28 al 30 de junio     | XXVI Rally Trans Itapúa     | Resultados |
| 3       | 23 al 25 de agosto    | Rally de Santa Cruz         | Resultados |
| 4       | 22 al 24 de noviembre | Rally del Atlántico         | Resultados |
| Fuentes |                       |                             |            |

## Desarrollo

### Brasil
La primera prueba del campeonato se llevó a cabo en el municipio de Erechim, en Brasil, y fue puntuable para los campeonatos Sudamericano, Brasileño y Gaúcho de Velocidad. La prueba fue dominada por los pilotos paraguayos Gustavo Saba y Miguel Zaldívar, quienes se alternaron los triunfos por tramos, con la excepción del octavo tramo, Graffoluz 2, que fue ganado por Diego Domínguez, también paraguayo. Al final, la prueba fue ganada por Saba, a bordo de un Škoda Fabia S2000. El segundo y el tercer lugares fueron para Zaldívar y Domínguez, respectivamente. Las mismas tres tripulaciones ocuparon el podio del Campeonato Codasur en el mismo orden, mientras que el brasileño Ulysses Bertholdo ocupó la cuarta posición general y ganó los campeonatos brasileño y gaúcho.

## Clasificación
| Pos. | Piloto               | ERE | TRA | SAN | ATL | Puntos |
| 1    | Gustavo Saba         | 1   | 1   | 1   | 1   | 187    |
| 2    | Eduardo Peredo       | 6   | 7   | 2   | 2   | 86.5   |
| 3    | Miguel Zaldívar      | 2   | 2   |     | 8   | 81     |
| 4    | Roberto Saba         | 4   | Ret | 6   | 4   | 59     |
| 5    | Alfredo Lago         |     |     |     | 3   | 31     |
| 6    | Diego Domínguez      | 3   | 4   |     |     | 28     |
| 6    | Augusto Bestard      | Ret | 3   |     |     | 28     |
| 6    | Rubén Cuenca         | 7   | 5   | Ret | Ret | 28     |
| 9    | Victor Rempel        | 5   | Ret |     |     | 23     |
| 10   | Juan Luis Ramírez    |     |     | 3   |     | 22.5   |
| 11   | Luis Ortega          | Ret | 4   |     |     | 20     |
| 12   | Julio César Carrillo |     |     | 4   |     | 19     |
| 13   | Fernando Zuasnabar   |     |     |     | 5   | 18     |
| 14   | German Maune         | Ret | 6   |     |     | 15     |
| 14   | Fernando Blanco      |     |     | 5   |     | 15     |
| 16   | Gabriel Beltran      |     |     |     | 6   | 11     |
| 16   | Jose Levy            |     |     |     | 7   | 11     |
| 18   | Enrique Pereira      | 8   |     |     | Ret | 7      |
| 18   | Blas Zapag           | Ret | 8   |     |     | 7      |
| 18   | Alejandro Galanti    | Ret | Ret |     |     | 7      |
| 21   | Miguel Ortega        |     | Ret |     |     | 6      |
| 21   | Martin Canepa        |     |     |     | 14  | 6      |
| 23   | Ilo Diehl dos Santos | 9   | Ret |     | 10  | 5      |
| 23   | Diego Yaluk          |     | 34  |     | Ret | 5      |
| 25   | Miguel Losano        |     |     | 8   |     | 4      |
| 25   | Ronald Montaño       |     |     | 12  |     | 4      |
| 25   | Rodrigo Zeballos     | Ret |     |     | 23  | 4      |
| 28   | Marco Miltos         | Ret |     | Ret | 9   | 3.5    |
| 28   | Daniel Canedo        |     |     | Ret |     | 3.5    |
| 30   | Luis Barbery Paz     |     |     | 10  |     | 3      |
| 31   | Cristian Rosiak      |     | 9   |     |     | 2      |
| 31   | Jose Barros Neto     | Ret |     |     |     | 2      |
| 31   | Rodrigo Virreira     | Ret |     | Ret |     | 2      |
| 31   | Jose Massola         | Ret | 16  | 9   | Ret | 2      |
| 35   | Luis Tedesco         | 10  | 12  |     |     | 1      |
| 35   | Miguel Vázquez       | Ret | 10  |     |     | 1      |